# Jacques Jasmin

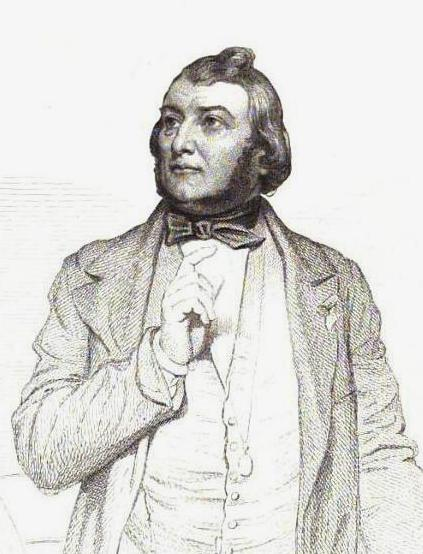
Jacques Jasmin.

Jacques Boé Jasmin, född 6 mars 1798 i Agen (departementet Lot-et-Garonne), död där 4 oktober 1864, var en fransk folkskald. 
Jasmin började som perukmakare. Den provensalska skaldekonstens återuppväckare, besjöng han på sitt fädernemål, gascogneskan, dels minnen från sin egen ungdom, dels sin hembygds seder och folkliv. I likhet med de gamla trubadurerna drog han omkring i bygden och uppläste för välgörande ändamål sina skildringar. Franska akademien tilldelade honom 1852 sitt stora pris jämte en över honom slagen medalj (La médaille du poéte moral et populaire), Toulouseakademien krönte honom till maitre ès jeux floraux, och om den kärlek, varmed hans landsmän omfattade honom, vittnar Jasmins 1870 i Agen resta staty. Hans skaldestycken är samlade och utgivna under titeln Las papilhotos (1835–1843, sist 1898 i 2 band).